# Ochsenheimeria bubalella
Ochsenheimeria bubalella is een vlinder uit de familie spitskopmotten (Ypsolophidae). De wetenschappelijke naam is voor het eerst geldig gepubliceerd in 1813 door Hübner.
De soort komt voor in Europa.